# Tachydromia ozerovi
Tachydromia ozerovi är en tvåvingeart som beskrevs av Igor Shamshev 1994. Tachydromia ozerovi ingår i släktet Tachydromia och familjen puckeldansflugor. Inga underarter finns listade i Catalogue of Life.